# 汚名 (アメリカのミステリー小説)
『汚名』（原題：Two Kinds of Truth）は、アメリカのミステリー作家マイクル・コナリーによる31作目の長編小説であり、ロサンゼルス市警察の刑事ハリー・ボッシュを主人公とする20作目の長編小説である。
サンフェルナンド市警察にボランティアの刑事として参加しているボッシュは、薬局で店主親子が殺害された事件を捜査し、オキシコドンを不正に買い集める犯罪組織をあぶり出していく。一方、約30年前に彼が逮捕した殺人犯の再審請求が提出され、その中では当時ボッシュが証拠を捏造した冤罪であると主張されており、ロス市警の元同僚ルシア・ソトがその捜査に参加していた。本作ではボッシュがこの2つの事件それぞれの真実を追求していく様子が並行して描かれている。

## あらすじ
ハリー・ボッシュは、ロサンゼルス市警察を退職後、サンフェルナンド市警察にボランティア刑事として参加していた。ある日、薬局で店主親子が殺害される事件が発生し、ボッシュは相棒のルルデスとともに捜査を進める。この事件の背景にはオキシコドンをめぐる犯罪組織があり、薬物を不正に流通させるシステムが存在していた。一方、約30年前にボッシュが逮捕した殺人犯プレストン・ボーダーズが再審を求め、ボッシュが証拠を捏造したとの疑惑が浮上する。この再審請求を受け、ボッシュの元同僚であるルシア・ソトらが調査を進めていた。
薬局殺人事件では、被害者の息子が不正を告発したことが殺害動機と判明。ボッシュは麻薬捜査局（DEA）と連携し、犯罪組織に潜入して内情を探るが、命を狙われる危険な状況に陥る。飛行機上での格闘の末、犯人を追い詰めることに成功し、組織の壊滅につながる手がかりをつかむ。また、この潜入捜査の中で知り合った薬物中毒の女性エリザベスに心を動かされ、彼女を更生させるための支援を決意する。
一方で再審請求では、ボーダーズの弁護人クローニンがオルマーという死んだ犯罪者のDNAを証拠に偽装していたことが判明する。ボッシュとハラーの協力により、クローニンの妻キャサリンや証拠保管所職員スペンサーが関与している事実を掴む。裁判ではハラーが巧みに証拠を提示し、ボーダーズは逆上して自らの関与を暴露。結果、再審請求は棄却され、クローニン夫妻は逮捕される。
事件解決後、ボッシュはエリザベスをリハビリ施設に送り、彼女の失われた生活を取り戻そうとする。また、過去の未解決事件に再び向き合うことを決意。彼を取り巻く人々との関係や正義への揺るぎない信念が、社会の不条理に翻弄されながらも新たな挑戦へと彼を駆り立てるのだった。

## 登場人物
- ハリー・ボッシュ：サンフェルナンド市警察のボランティア刑事
- ベラ・ルルデス：ボッシュの相棒
- ルシア・ソト：ボッシュのロサンゼルス市警察時代の相棒
- ミッキー・ハラー：弁護士、ボッシュの異母兄弟
- マデリン・ボッシュ：大学生、ボッシュの娘
- ジェリー・エドガー：医事当局職員、ボッシュのロサンゼルス市警察時代の相棒
- プレストン・ボーダーズ：死刑囚
- ランス・クローニン：ボーダーズの弁護人
- シスコ：ハラーの調査員

## 評価
イブニング・スタンダード紙のマーク・サンダーソン記者は、コナリーが「双子の物語をつなぎ合わせ、中心人物に深みと複雑さを加えた超捕物スリラーに仕上げている」と評し、「コナリーが書いたものの中で最も素晴らしい」と評した。タイムズ・オブ・インディア紙のレビュアーは、この小説は 「出だしはゆっくり 」だが、「進むにつれてペースが上がり」、「魅力的なひねりといくつかの衝撃的な場面を盛り込んだ堅実なプロット 」が特徴だと書いている。彼らはこの小説を 「コナリーの最高傑作のひとつ 」と評価した。
AP通信のジェフ・エアーズ氏は、これを「このジャンルの巨匠による、よく練られ、魅力的な物語」と評し、コナリーが「それぞれが素晴らしい読み物となる2つの魅力的な物語を語っているが、合わせるとたちまち古典となる」と書いた。カークス・レビュー誌は、この小説は「緊急ではあるが関連性のない2つの事件を一緒に処理することから生じる構造上の問題をすべて」取り上げているが、後半の多くは「影響力の低い未解決の問題を処理することに費やされている」と評した。しかし、「素晴らしい」裁判所の場面は「思わず立ち上がって拍手を送りたくなるだろう」と述べた。

## 受賞歴
- 2018年 アンソニー賞最優秀シリーズ小説賞ノミネート[5]